# یواس‌اس دالگرن (دی‌دی-۱۸۷)
یواس‌اس دالگرن (دی‌دی-۱۸۷) (به انگلیسی: USS Dahlgren (DD-187)) یک کشتی بود که طول آن ۹۵٫۸۳ متر (۳۱۴٫۴ فوت) بود. این کشتی در سال ۱۹۱۸ ساخته شد.